# Zakynthos I (traghetto)
Lo Zakynthos I è un traghetto di proprietà della compagnia di navigazione greca ANEZ Lines.

## Servizio
Varato il 30 maggio 1973 nel cantiere navale tedesco Schulte & Bruns di Emden con il nome di Ville De Corte e consegnato nel luglio successivo alla francese La Méridionale, entra in servizio sui collegamenti merci tra Marsiglia, Ajaccio, Bastia e Propriano.
Nel 1989 viene ceduto alla società greca Anonymos Naftiliaki Eteria Zakynthos, armatrice della ANEZ Lines, che lo ribattezza Zakynthos I. Trasferito a Perama, viene sottoposto a pesanti lavori di adeguamento e viene trasformato in traghetto.
Nel 1990 entra in servizio sulla Kyllini-Zante.
Successivamente all'ingresso dell'ANEZ Lines nella joint venture Ionian Ferries nel 1997, il traghetto inizia ad operare anche tra Kyllini e Cefalonia.
Nel 2005 viene noleggiato per un breve periodo alla Saos Ferries e successivamente disarmato a Zante nel 2007.
Nel 2012, dopo 5 anni di disarmo, torna in linea sulla Kyllini-Zante.

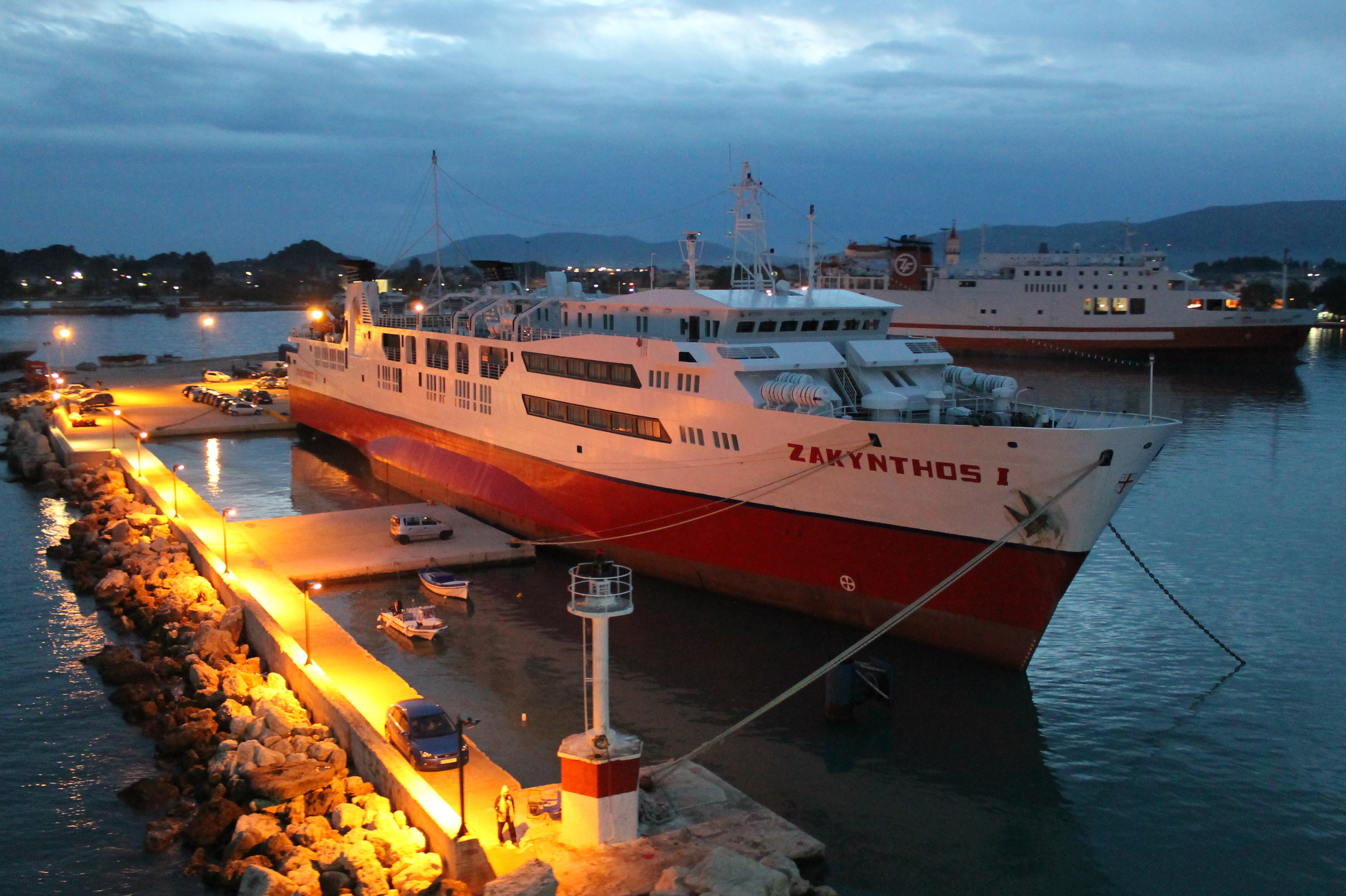
Lo Zakynthos I ormeggiato durante il servizio per Ionian Ferries nel 2013.

Dal 2013 al 2014, con il ritorno dell'ANEZ Lines nella joint venture di Ionian Ferries, riprende il servizio verso Cefalonia.
Dopo aver trascorso un periodo in disarmo al Pireo, il 15 aprile 2014 parte per Kyllini e dal giorno successivo viene noleggiato alla Kefalonian Lines, entrando in linea sulla Kyllini-Zante-Cefalonia-Itaca.
Nel 2016 il noleggio a Kefalonian Lines viene esteso per altri 6 anni. 

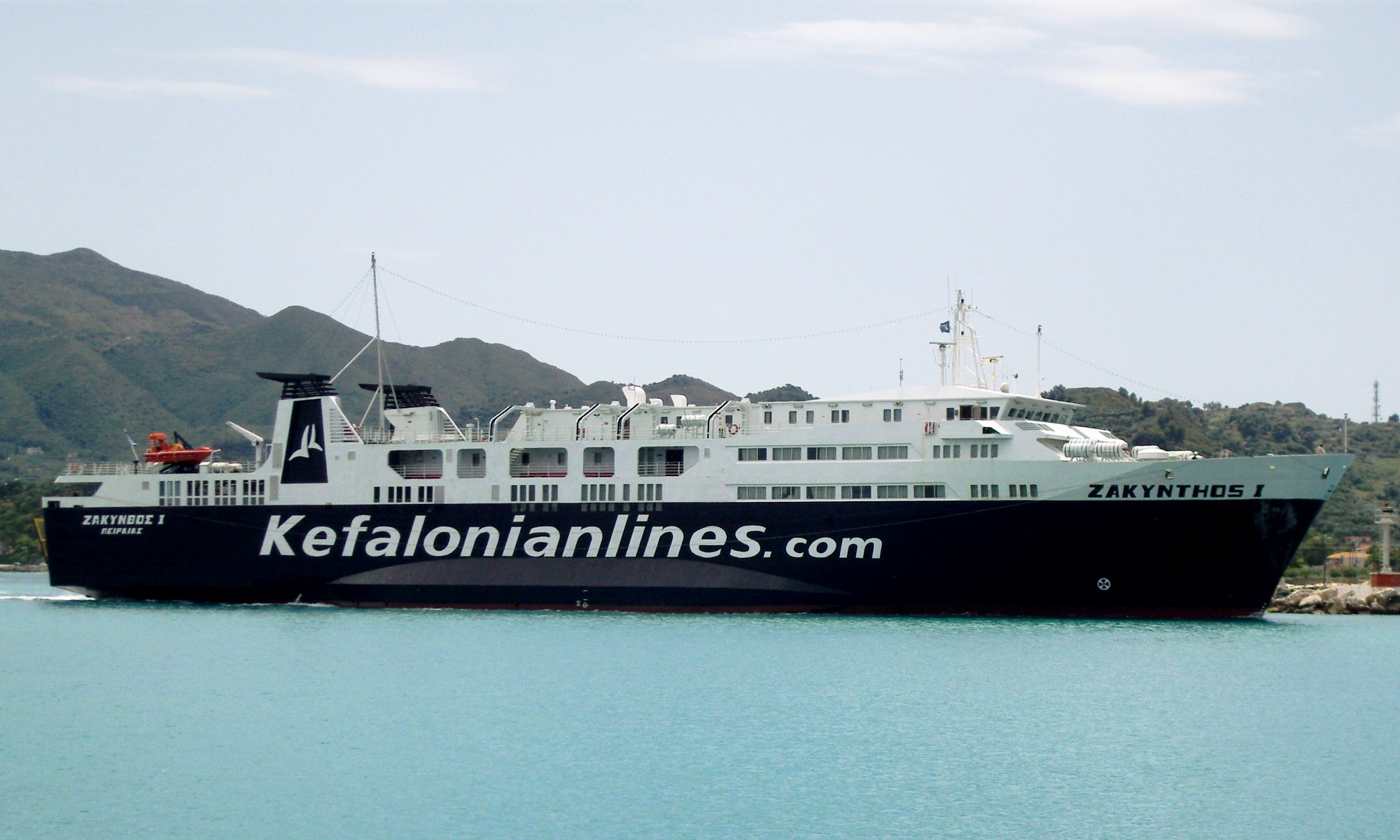
Lo Zakynthos I nel 2018.

Nel 2018 viene disarmato a Drapetsona e successivamente acquisito a titolo definitivo dalla  Kefalonian Lines.
Nel 2019, con la cessazione delle attività da parte di Kefalonian Lines, il traghetto viene trasferito a Perama ed il suo futuro è tutt'oggi incerto.